# Lásenice
Lásenice (en allemand : Lassenitz) est une commune du district de Jindřichův Hradec, dans la région de Bohême-du-Sud, en République tchèque. Sa population s'élevait à 556 habitants en 2020.

## Géographie
Lásenice est arrosée par la rivière Nežárka, un affluent de la Lužnice, et se trouve à 9 km au sud-sud-ouest du centre de Jindřichův Hradec, à 38 km à l'est-nord-est de České Budějovice et à 118 km au sud-sud-est de Prague.
La commune est limitée par Vydří et Dolní Žďár au nord, par Číměř à l'est et par Stráž nad Nežárkou au sud et à l'ouest.

## Histoire
La première mention écrite du village date de 1366.

## Source
- (cs) Cet article est partiellement ou en totalité issu de l’article de Wikipédia en tchèque intitulé « Lásenice » (voir la liste des auteurs).